# Telecomunicaciones en Uruguay
Este artículo resume los principales aspectos de las telecomunicaciones en Uruguay.

## Telégrafo
En 1855, Adolfo Bertonnet envió un mensaje transmitido desde el Cabildo de Montevideo hasta su propia casa en la actual Ciudad Vieja. En 1865 la firma que integraban Juan Proudfoot y Mateo Gray tendió un cable telegráfico submarino entre Montevideo y Buenos Aires. En 1900 había 5.700 km de cables telegráficos en el país. En 1904, la Wireless Telegraph & Signal Company comenzó a instalar una estación de telegrafía sin hilos (inalámbrica). En 1914 se estatizó la red del Telégrafo Oriental.

## Teléfono
Las primeras líneas de teléfono en Uruguay se instalaron a fines del siglo XIX. En 1931 se estableció el monopolio estatal de la telefonía, asignado a la entonces Administración General de Usinas y Teléfonos del Estado como la compañía encargada del servicio, tanto telefónico como también de electricidad, proceso que se completó en 1947. En 1954 se habilitó el servicio de télex. En 1974 la telefonía dejó de depender de UTE, quien paso a encargarse únicamente de las usinas y las transmisiones eléctricas estatales, mientras que la telefonía paso a depender de un nuevo organismo estatal, la Administración Nacional de Telecomunicaciones. 
El sistema telefónico uruguayo es 100% digital desde 1997, siendo el primer país en toda América en poseer este estatus.

### Operación
En Uruguay, en la actualidad operan tres redes de telefonía celular: la estatal Antel, la española Movistar y la mexicana Claro. Es el primer país de América Latina con una operación comercial en tecnología LTE, Telefonía móvil 4G Long Term Evolution, tecnología de cuarta generación, que permite gran capacidad de transmisión de banda ancha de forma inalámbrica. El servicio comenzó a prestarse en la primera quincena de diciembre de 2012, en principio en Punta del Este y Maldonado.
Datos a junio de 2022:
- Telefonía fija: 1.250.318 líneas, de las que 582.340 (44%) son de Montevideo.[3]
- Telefonía móvil: 4.704.065 servicios, de los que 48% son de Antel, 31% de Movistar y 21% de Claro.[3]

## Radiodifusión
En 1922 iniciarían las primeras transmisiones radiales en Uruguay, las primeras emisoras radiales fueron Radio Paradizábal y General Electric, que en 1931 pasó a llamarse El Espectador. La primera emisora de TV abierta fue el Canal 10, realizando su primera transmisión el 7 de diciembre de 1956.

### Operación
Radio
- Estaciones de radio: 87 estaciones AM y 343 estaciones FM.[5]
- Aparatos receptores de radio: 1,97 millones (1997)

Televisión
- Canales de televisión abierta: 62.
- Consumo: 95% de los hogares tienen televisión; el consumo promedio es de 4 horas diarias.[6]
- Televisión para abonados (de pago): 338 canales con 496.127 suscriptores (junio 2024)[7]

## Internet
Datos a junio de 2022:
- Internet fijo: 1.112.391 servicios de banda ancha fija, de los que 934.604 (84%) eran de fibra óptica, con 12.168 km de fibra óptica instalada.
- Internet móvil: 3.543.637 servicios de banda ancha móvil, de los que el 62% eran de Antel, 26% de Movistar, y 12% de Claro.
- La red LTE abarca el 93,1% del territorio.